# Vasconio de Lugo
Vasconio, Gasconio o Ausconio fue un eclesiástico hispano, obispo católico de Lugo en el siglo VII.
La primera noticia conocida acerca de su persona es su participación en el IV Concilio de Toledo presidido el año 633 por Isidoro de Sevilla y Braulio de Zaragoza en presencia del rey Sisenando; en las suscripciones del concilio firmó entre los últimos asistentes, por lo que se supone que su consagración episcopal debió producirse poco antes de esta fecha. 
También se halló presente en el VI concilio convocado por el rey Chintila el año 638 y en el VII concilio celebrado en el 646 durante el reinado de Chindasvinto. Debió morir poco después, dado que al VIII concilio del año 653 asistió como obispo lucense su sucesor Ermenfredo ya con cierta antigüedad en la sede.
Algunos autores le atribuyen la redacción de un manuscrito titulado "Genealogía de los linajes de Galicia", en el que se recogen los orígenes de la nobleza del reino suevo.